# Olonne-sur-Mer
 Olonne-sur-Mer  es una antigua población y comuna francesa, en la región de Países del Loira, departamento de Vendée, en el distrito de Les Sables-d'Olonne y cantón de Les Sables-d'Olonne. Tienen un equipo local de básquetbol llamado Pays des Olonnes Basket.
El 1 de enero de 2019, fusiona con Château-d'Olonne y Les Sables-d'Olonne y deviene una comuna delegada de la comuna nueva des Sables d'Olonne. La comuna delegada está suprimida por decisión del consejo municipal el 4 de febrero de 2019.

## Demografía
| 3877 | 4354 | 5954 | 7500 | 8546 | 10 060 |
| Para los censos de 1962 a 1999 la población legal corresponde a la población sin duplicidades (Fuente: INSEE [Consultar]) |      |      |      |      |        |